# Rapallo Pallanuoto 2015-2016

## Rosa
| N° |                   | Ruolo | Giocatore          |
| -- | ----------------- | ----- | ------------------ |
|    | Italia (bandiera) | P     | Federica Lavi      |
|    | Italia (bandiera) | P     | Maria Maiorino     |
|    | Italia (bandiera) | P     | Giulia Bacigalupo  |
|    | Italia (bandiera) | D     | Marilena Sessarego |
|    | Italia (bandiera) | D     | Claudia Criscuolo  |
|    | Italia (bandiera) | D     | Aleksandra Cotti   |
|    | Italia (bandiera) | D     | Carolina Ioannou   |
|    | Italia (bandiera) | D     | Giulia Fiore       |
|    | Italia (bandiera) | D     | Ilaria Adamo       |
|    | Italia (bandiera) | D     | Alessia Antonini   |

| N° |                   | Ruolo | Giocatore              |
| -- | ----------------- | ----- | ---------------------- |
|    | Italia (bandiera) | A     | Nicole Zanetta         |
|    | Italia (bandiera) | A     | Silvia Avegno          |
|    | Italia (bandiera) | A     | Sonia Criscuolo        |
|    | Italia (bandiera) | A     | Eugenia Carlotta Arbus |
|    | Italia (bandiera) | A     | Federica Tignonsini    |
|    | Italia (bandiera) | A     | Miriam Lamarino        |
|    | Italia (bandiera) | CB    | Elisa Casanova         |
|    | Italia (bandiera) | CB    | Martina Antonucci      |
|    | Italia (bandiera) | CB    | Ekaterina Tankeeva     |

| Allenatore: | Luca Antonucci |

## Mercato
| Acquisti | Acquisti               | Acquisti | Acquisti |
| R.       | Nome                   | da       |          |
| -------- | ---------------------- | -------- | -------- |
| P        | Maria Maiorino         | SIS Roma |          |
| A        | Eugenia Carlotta Arbus | Cagliari |          |
| CB       | Elisa Casanova         | Imperia  |          |

| Cessioni | Cessioni      | Cessioni      | Cessioni |
| R.       | Nome          | a             |          |
| -------- | ------------- | ------------- | -------- |
| P        | Matilde Risso | Como          |          |
| D        | Simona Abbate | fine rapporto |          |
| CB       | Emanuela Mori | Imperia       |          |

## Risultati

### Serie A1

#### Girone di andata
| Arbitri: | Giuseppe Fusco Cristina Taccini |

|                                                                |           |                                             |
| S. Criscuolo: 3 Avegno: 2 Sessarego, Tankeeva, C. Criscuolo: 1 | Marcatori | 4: Maggi 1: Trucco, Millo, Rogondino, Boero |

| Arbitri: | Stefano Ricciotti Stefano Riccitelli |

|                                                            |           |                                             |
| Tabani, Francini: 2 Pelagatti, Lapi, Albiani, Bartolini: 1 | Marcatori | 2: Casanova 1: Zanetta, Tankeeva, Criscuolo |

| Arbitri: | Paolo Bensaia Stefano Pinato |

|                                                        |           |                                       |
| Avegno: 3 Sessarego, Criscuolo: 2 Zanetta, Tankeeva: 1 | Marcatori | 4: Pustynnikova 1: Gamberini, Garibbo |

| Arbitri: | Stefano Alfi Alessandro Marongiu |

|                        |           |                                                     |
| Verducci: 3 Budassi: 1 | Marcatori | 3: Casanova, Tankeeva 2: Avegno. Criscuolo 1: Arbus |

| Arbitri: | Massimiliano Ruscica Massimo Savarese |

|                                 |           |                                                    |
| Zanetta, Tankeeva, Crisucolo: 1 | Marcatori | 3: Bosurgi 2: Garibotti 1: Gitto, Morvillo, Aiello |

| Arbitri: | Mauro Luciani Antonio Pascucci |

|                                                    |           |                                                                                     |
| Acampora, Esposito: 2 Monaco, Tortora, Centanni: 1 | Marcatori | 4: Tankeeva 3: Casanova 2: Avegno, S. Criscuolo 1: Antonucci, C. Criscuolo, Ioannou |

| Arbitri: | Gianluca Centineo Giovanni Lo Dico |

|                                                          |           |                                                                      |
| Di Mario: 4 Marletta: 3 Grillo, Palmieri: 2 Greenwood: 1 | Marcatori | 3: Cotti 2: S. Criscuolo 1: Avegno, Sessarego, C. Criscuolo, Ioannou |

| Arbitri: | Stefano Scappini Marina Valdettaro |

|                              |           |                                                          |
| Avegno, Cotti: 2 Tankeeva: 1 | Marcatori | 4: Queirolo 2: Barzon, Savioli 1: Millo, Dario, Robinson |

| Arbitri: | Fabio Collantoni Riccardo D'Antoni |

|                                   |           |                                                                               |
| De Cuia, Motta, Koide, D'Amico: 1 | Marcatori | 3: S. Criscuolo 2: Casanova, Cotti 1: Avegno, Lamarino, C. Criscuolo, Ioannou |

#### Girone di ritorno
| Arbitri: | Massimo Savarese Massimiliano Sponza |

|                                                             |           |                                           |
| Dufour: 2 Viacava, Maggi, Rogondino, Rambaldi, Cocchiere: 1 | Marcatori | 3: Tankeeva, Cotti 2: Avegno 1: Criscuolo |

| Arbitri: | Luca Iacovelli Andrea Zedda |

|                                        |           |                                      |
| Zanetta, Tankeeva, Criscuolo, Cotti: 1 | Marcatori | 2: Lapi, Bosco 1: Galardi, Bartolini |

| Arbitri: | Alessia Ferrari Massimo Savarese |

|                                                                           |           |                                                                                        |
| Pustynnikova: 2 Amoretti, Gamberini, Garibbo, Mori, Bencardino, Drocco: 1 | Marcatori | 4: S. Criscuolo 2: Casanova 1: Avegno, Sessarego, Tankeeva, Arbus, C. Criscuolo, Cotti |

| Arbitri: | Antonio Guarracino Giuseppe Ibba |

|                                                    |           |                                                        |
| Avegno, Cotti: 3 Tankeeva: 2 Zanetta, Criscuolo: 1 | Marcatori | 3: Verducci 2: Zimmerman 1: Manzoni, Budassi, Pasquali |

| Arbitri: | Giovanni Lo Dico Alessio Magnesia |

|                                                                        |           |                      |
| Gitto: 4 Garibotti: 3 Zablith: 2 Radicchi, D'Agata, Aiello, Bosurgi: 1 | Marcatori | 2: Avegno, Criscuolo |

| Arbitri: | Alessia Ferrari Francesco Romolini |

|                                                                     |           |                                           |
| Tankeeva: 4 Avegno, S. Criscuolo, C. Criscuolo, Cotti: 3 Zanetta: 1 | Marcatori | 3: Tortora 2: Foresta 1: Monaco, Esposito |

| Arbitri: | Leonardo Ceccarelli Arnaldo Petronilli |

|                                                                           |           |                                                                 |
| Avegno: 5 Tankeeva, Criscuolo: 4 Ioannou: 2 Casanova, Sessarego, Cotti: 1 | Marcatori | 3: Marletta 2: Santapaola, Di Mario 1: Grillo, Buccheri, Aiello |

| Arbitri: | L. Mauro Domenico Rotondano |

|                                                                     |           |                     |
| Dario: 3 Savioli, Robinson: 2 Barzon, Millo, Nencha, Lascialandà: 1 | Marcatori | 1: Casanova, Avegno |

| Arbitri: | Filippo Gomez Stefano Ricciotti |

|                                           |           |                  |
| Zanetta, Tankeeva, Ioannou: 2 Casanova: 1 | Marcatori | 1: Presta, Motta |

#### Playoff - Quarti di finale
| Arbitri: | Cristina Taccini Marco Ercoli |

|                                                                 |           |                                                                      |
| Galardi, Bartolini: 2 Giachi, Lapi, Tabani, Albiani, Canetti: 1 | Marcatori | 2: Zaneteta, Criscuolo, Ioannou 1: Casanova, Avegno, Tankeeva, Cotti |

#### Playoff - Semifinali
| Arbitri: | Raffaele Colombo Arnaldo Petronilli |

|                                              |           |                                                  |
| Barzon, Millo, Robinson: 2 Savioli, Dario: 1 | Marcatori | 1: Zanetta, Casanova, Avegno, Criscuolo, Ioannou |

#### Playoff - Finale 3º/4º posto
| Arbitri: | Arnaldo Petronilli Massimo Calabrò |

|                                                    |                      |                                        |
| Dufour: 6 Viacava, Maggi, Rambaldi, Frassinetti: 1 | Marcatori            | 4: Avegno, Cotti 2: Ioannou            |
| Dufour Boero Viacava Frassinetti Rogondino         | Tiri di rigore 4 – 3 | Sessarego Zanetta Ioannou Avegno Cotti |

### Coppa Italia

#### Prima Fase
Tre gruppi da tre e quattro squadre ciascuno: Il Rapallo è incluso nel Gruppo A, disputato a Rapallo.
| Arbitri: | Fabio Brasiliano Alberto Rovida |

|                                                    |           |                                                         |
| Arbus: 7 Avegno: 3 Sessarego, Tankeeva, Ioannou: 1 | Marcatori | 3: Pustynnikova 1: Borriello, Tedesco, Mori, Bencardino |

| Arbitri: | Fabio Brasiliano Marco Piano |

|                                                    |           |                                                            |
| Dufour: 3 Cocchiere: 2 Viacava, Millo, Rambaldi: 1 | Marcatori | 2: S. Criscuolo 1: Zanetta, Avegno, C. Criscuolo, Lamarino |

#### Seconda Fase
Tre gruppi da tre e quattro squadre ciascuno: si qualificano alla Final Six le prime due di ciascun gruppo. Il Rapallo è incluso nel Gruppo A, disputato a Bogliasco
| Arbitri: | Marco Piano Massimiliano Sponza |

|                                                                               |           |                                                                       |
| Amoretti: 2 Borriello, Pustynnikova, Tedesco, Gamberini, Mori, Bencardino : 1 | Marcatori | 3: S. Criscuolo, Ioannou 1: Zanetta, Casanova, C. Criscuolo, Lamarino |

| Arbitri: | Luca Castagnola Marco Piano |

|                              |           |                                                     |
| Zanetta, Casanova, Avegno: 1 | Marcatori | 3: Cocchiere 2: Viacava 1: Trucco, Maggi, Rogondino |

#### Final Six
| Arbitri: | Cristina Taccini Massimo Calabrò |

|                                |           |                                        |
| Tankeeva: 3 Zanetta, Avegno: 2 | Marcatori | 4: Millo 1: Viacava, Trucco, Cocchiere |

| Arbitri: | Cristina Taccini Bruno Navarra |

|                        |           |                       |
| Bartolini: 2 Giachi: 1 | Marcatori | 4: Tankeeva 2: Avegno |

| Arbitri: | Stefano Riccitelli Alessandro Severo |

|                                     |           |                                           |
| Millo: 3 Barzon, Savioli, Nencha: 1 | Marcatori | 2: Zanetta, Avegno, Criscuolo 1: Tankeeva |

| Arbitri: | Arnaldo Petronilli Alessandro Severo |

|                                  |           |                                                   |
| Avegno, Criscuolo: 2 Tankeeva: 1 | Marcatori | 2: R. Motta 1: Citino, De Mari, S. Motta, D'Amico |

| Arbitri: | Stefano Ricciotti Bruno Navarra |

|                                            |           |                                   |
| Ioannou: 7 Avegno: 6 Zanetta, Sessarego: 2 | Marcatori | 3: Marletta 2: Riccioli 1: Grillo |

## Statistiche

### Statistiche di squadra
- Statistiche aggiornate al 21 maggio 2016.

| Competizione | Punti | In casa | In casa | In casa | In casa | In casa | In casa | In trasferta | In trasferta | In trasferta | In trasferta | In trasferta | In trasferta | Neutro | Neutro | Neutro | Neutro | Neutro | Neutro | Totale | Totale | Totale | Totale | Totale | Totale | DR  |
| Competizione | Punti | G       | V       | N       | P       | Gf      | Gs      | G            | V            | N            | P            | Gf           | Gs           | G      | V      | N      | P      | Gf     | Gs     | G      | V      | N      | P      | Gf     | Gs     | DR  |
| ------------ | ----- | ------- | ------- | ------- | ------- | ------- | ------- | ------------ | ------------ | ------------ | ------------ | ------------ | ------------ | ------ | ------ | ------ | ------ | ------ | ------ | ------ | ------ | ------ | ------ | ------ | ------ | --- |
| Serie A1     | 31    | 9       | 5       | 1       | 3       | 81      | 66      | 9            | 4            | 0            | 5            | 77           | 74           | 0      | 0      | 0      | 0      | 0      | 0      | 18     | 10     | 1      | 7      | 158    | 140    | +18 |
| Playoff      | -     | 0       | 0       | 0       | 0       | 0       | 0       | 3            | 1            | 0            | 2            | 28           | 31           | 0      | 0      | 0      | 0      | 0      | 0      | 3      | 1      | 0      | 2      | 28     | 31     | -3  |
| Coppa Italia | -     | 2       | 1       | 0       | 1       | 19      | 15      | 7            | 4            | 1            | 2            | 55           | 44           | 0      | 0      | 0      | 0      | 0      | 0      | 9      | 5      | 1      | 3      | 74     | 59     | +15 |
| Totale       | -     | 11      | 6       | 1       | 4       | 100     | 81      | 17           | 8            | 1            | 8            | 150          | 140          | 0      | 0      | 0      | 0      | 0      | 0      | 30     | 16     | 2      | 12     | 260    | 230    | +30 |

### Classifica marcatori
| Tot. | Giocatrice         | A1 | CI |
| ---- | ------------------ | -- | -- |
| 55   | Silvia Avegno      | 36 | 19 |
| 40   | Ekaterina Tankeeva | 30 | 10 |
| 40   | Sonia Criscuolo    | 31 | 9  |
| 24   | Aleksandra Cotti   | 24 | 0  |
| 23   | Carolina Ioannou   | 12 | 11 |
| 20   | Nicole Zanetta     | 11 | 9  |
| 19   | Elisa Casanova     | 17 | 2  |
| 12   | Claudia Criscuolo  | 10 | 2  |
| 10   | Marilena Sessarego | 7  | 3  |
| 9    | Eugenia Arbus      | 2  | 7  |
| 3    | Miriam Lamarino    | 1  | 2  |
| 1    | Martina Antonucci  | 1  | 0  |